# Cecilie Holten
Cecilie Holten (ur. 30 marca 1996) – duńska pływaczka, specjalizująca się głównie w stylu klasycznym.
Brązowa medalistka mistrzostw Europy juniorów z Belgradu (2011) w sztafecie 4 × 100 metrów stylem zmiennym.